# 東京都立高尾陣場自然公園
座標: 北緯35度37分30.1秒 東経139度14分35.6秒 / 北緯35.625028度 東経139.243222度
東京都立高尾陣場自然公園（とうきょうとりつたかおじんばしぜんこうえん）は、東京都八王子市にある東京都立の自然公園。

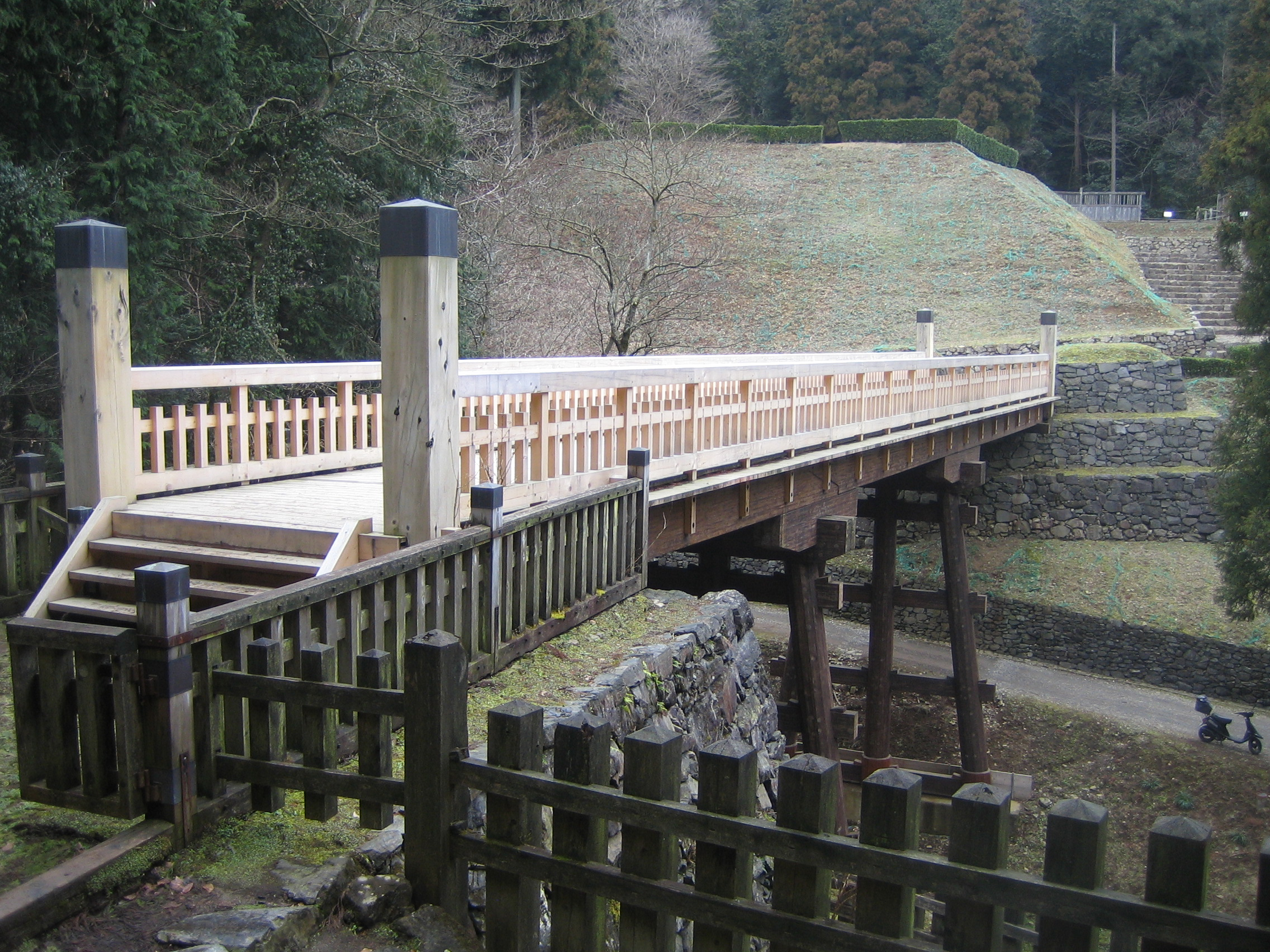
八王子城の曳橋と御主殿石垣

指定区域は小仏峠・景信山・陣馬山など都県境の山地帯、八王子城山（国の史跡八王子城）などの丘陵部を含む4,403haで、八王子市域の約4分の1を占める。さらに高尾山周辺の770haは明治の森高尾国定公園に指定されており、一体の自然公園として管理されている。都県境を挟んで神奈川県立陣馬相模湖自然公園と隣接する。

## 沿革
- 1950年（昭和25年） 東京都立高尾山自然公園を設定（昭和25年11月25日東京都告示第936号）
- 1966年（昭和41年） 東京都立高尾陣場自然公園への名称変更、区域変更（昭和41年8月23日東京都告示第797号）
- 1967年（昭和42年） 12月11日、高尾山を中心とする770haが明治の森高尾国定公園に指定される

## 施設
高尾ビジターセンター
高尾山の山頂にある展示・情報提供施設（明治の森高尾国定公園内）

## 地理
- 高尾山 （標高599m）- ミシュランガイドによる評価を得ている
- 陣馬山 （標高855m）
- 景信山 （標高727.1m）
- 小仏峠 （標高548m）
- 小仏城山 （標高670.3m）

## 見所
- 八王子城 （国の史跡）
- 北条氏照墓
- 富士山の眺望 - 関東の富士見百景（55番）に選出されている。特に、高尾山からは冬至前後の日没時にダイヤモンド富士が望める。